# Джаянаша
Джаянаша (д/н — 702) — перший відомий хаджі (цар) Шривіджаї у близько 671—702 роках. Повне ім'я та титул Дапунта Хіям Шрі Джаянаша (Божественний володар Джаянаша).

## Життєпис
Про родину та попередників на троні нічого невідомо. Перші письмові відомості про Джаянаши містяться в праці китайського мандрівника Їцзіна, який відвідав Шривіджаю у 671 році, а потім мешкав тут в 685—689 та 689—695 роках. Також є згадки про Джаянашу в написах Кедукан Букіт (пагорб Букіт Сегунтанг, Суматра, 683 рік), Таланг Туво (Палембанг, 684 рік) Кота Капур (о. Банка, 686 рік), Каранг Брагі (регіон Джамбі, Суматра), Бунгкук і Палас Пасемах (південна Суматра).
На думку німецького дослідника Г. Кульке, Джаянаша спочатку був дату («вождь», «князь») кадатуана (міста-держави) на території сучасного Палембанга поступово він змусив сусідніх дату визнати свою зверхність, але не приєднав їх землі до свого вождества (князівства). Припускають, що спочатку ці війни мали оборонний характер як противага наміру яванської держави Таруманагара встановити зверхність над Суматрою. Водночас так званні морські кочівники (оранг-лаути) визнали його владу або стали союзниками. Ймовірно Джаянаша прийняв цей титул після встановлення гегемонії в своєму регіоні. Цей процес було завершено близько 683 року. При цьому з 673 року встановив дипломатичні відносини з імперією Тан. Більшість написів називає його Дапунта Хіямом (Божественним володарем). Цьому сприяло сповідування Джаянашею буддизму та його поширення на підвладних й залежних землях.
За цим розпочав значні військові кампанії (сідхаятри — священні подорожі) на чолі потужного флоту. Спочатку він рушив з Мінанга Тамвана у супроводі 20 тис. вояків на Матаджапу (держава Малайя), де завоював кілька районів. 685 року завдав поразки державі Сунда Самбава на Яві, яка визнала владу Шривіджаї. У 686 року підкорив о. Банка, 686 року здійснив похід в Джамбі та на південь Лампунга,  підкоривши Тулангбаванг. В результаті було утворено імперію, що охоплювала області Джамбі, Палембанг, Південний Лампунг, західну Яву та острів Банка.
Разом з активною зовнішньою політикою розпочав будівельні проєкти, спрямовані на закріплення величі та потуги своєї держави. 684 року зведено священний парк Шрікшетра («Чудове поле»), про що повідомляється в написі з Таланг Туво. Сприяв широкому спорудженю гребель і водойм в районі Палембанга, про що свідчать результати археологічних розвідок. Припускають, що він лише розширив масштаб іригаційних заходів, продовжуючи політику своїх попередників.
Помер 702 року. Йому спадкував ймовірно син або онук Шрі Індраварман.